# Aya Sugimoto
Aya Sugimoto (jap. 杉本彩 Sugimoto Aya), właśc. Motoe Matsuyama (jap. 松山 基栄  Matsuyama Motoe; ur. 19 lipca 1968 w Kioto) – japońska modelka, piosenkarka, aktorka, tancerka, pisarka, przedsiębiorca.

## Życiorys

### Wczesne życie
Aya Sugimoto dorastała w Kioto. W wieku 15 lat została modelką. Zachęcona przez jej firmę postanowiła rozpocząć karierę muzyczną.

### Piosenkarka
Piosenki „Boys” z 1988 roku i „Gorgeous” z 1990 roku okazały się hitami. Jej ostatni album „Femme Fatale” z 1995 roku został wydany po jej ślubie z producentem muzycznym Toshinorim Numatą.

### Życie prywatne
Jako autorka tekstów, które zawierały tematy erotyczne, postanowiła skupić się na pisaniu powieści erotycznych.
W 2003 roku, po 11 latach małżeństwa, Sugimoto przeszła głośny rozwód. Aya twierdziła, że w jej małżeństwie nie było wystarczająco dużo seksu.
Od 2009 do 2011 roku Sugimoto regularnie występowała w talk-show „Majotachi no 22 ji” (魔女たちの22時), nadawanym w stacji NTV, oferując porady jako „ekspert miłości”, obok artystki transseksualnej Ai Haruny i modelki Tsubasy Masuwaki.

## Dyskografia

### Albumy studyjne
- 1988.07.21 Aya
- 1988.12.16 Mizu no Naka no Chiisana Taiyou (水の中の小さな太陽)
- 1989.06.21 Shakunetsu Densetsu (灼熱伝説)
- [1990.01.21] Body&Soul
- 1990.11.21 Japanese Dream
- 1991.11.06 Shiseikatsu (私生活)
- 1995.04.17 Femme Fatale/AYA Sugimoto (from Universal Music Philippines)
- 1995.07.01 Femme Fatale/AYA Sugimoto
- 1995.07.25 Femme Fatale/AYA Sugimoto

## Filmografia

### Seriale
- Konin Todoke ni Han wo Oshita dake desu ga (TBS 2021)
- Keishicho Zero Gakari: Season 4 (TV Tokyo 2019) odc.3
- Chuzai Keiji jako Yukiko Nakase (TV Tokyo 2018)
- Kimi ga Kokoro ni Sumitsuita (TBS 2018)
- Date ~ Koi to wa donna mono kashira gościnnie (Fuji TV 2015)
- Chuuzai Keiji: Okutama Keikoku Satsui no Yasoukyoku jako Yukiko Nakase (TV Tokyo 2014)
- Shodo Kyouju (NTV 2010)
- Anmitsu Hime 2 (Fuji TV 2009)
- Kaette Kita Jikou Keisatsu (TV Asahi 2007) odc.3
- Jigoku shōjo (NTV 2006)
- Bengoshi no Kuzu (TBS 2006) odc.11
- Shimokita GLORY DAYS jako Enoki * Tsuyako (TV Tokyo 2006)
- Yaoh (TBS 2006)
- Dive to the Future (KTV 2006)
- Rikon Bengoshi 2 (Fuji TV 2005) odc.10,11
- Aatantei Jimusho (TV Asahi 2004) odc.11
- Bishōjo senshi Sailor Moon jako Królowa Beryl (TBS 2003-2004)
- Trick 3 jako Kyou Asuka (TV Asahi 2003) odc.5,6
- Akachan wo Sagase (NHK 2003)
- Onna to Ai to Mystery Warui Yatsura (TV Tokyo 2001)
- Maiko-san wa Meitantei (TV Asahi 1999)
- Genroku Ryoran (NHK 1999)
- Sorekara no Musashi (TV Tokyo 1996)
- Ocha no Ma (NTV 1993)
- Kimi no na wa (NHK 1991)

### Filmy
- Musicophilia (2021)
- Beautiful Lure: A Modern Tale of Painted Skin (2021)
- 009-1: The End of the Beginning (2013)
- Watashi no Dorei ni Narinasai (2012)
- Kamen Rider Double Forever: A to Z/The Gaia Memories of Fate (2010)
- Blood (2009)
- Casino (2008)
- Johnen Sada no Ai Yori (2008)
- Taitei no Ken (2007)
- Trapped Ashes (2006)
- Otoshimono aka Ghost Train (2006)
- LoveDeath (2006)
- Hana to hebi 2: Pari/Shizuko (2005)
- Gokudo no Onna-tachi: Joen (2005)
- Girlfriend: Someone Please Stop the World (2004)
- Hana to hebi (2004)
- Jam Films 2 (2003)
- Kimi to itsumademo (1995)
- A New Love in Tokyo (1994)